# 37è Festival Internacional de Cinema de Canes
El 37è Festival Internacional de Cinema de Canes es va dur a terme de l'11 al 23 de maig de 1984. La Palma d'Or fou atorgada a París, Texas de Wim Wenders.
El festival va obrir amb Fort Saganne, dirigida per Alain Corneau i va tancar amb The Bounty, dirigida per Roger Donaldson. Durant aquest festival, un grup privat, sota el patrocini de les autoritats del festival, va organitzar un acte paral·lel amb tràilers de pel·lícules. Un jurat francès, presidit per Saul Bass, va concedir el seu gran premi al tràiler de Flashdance.

## Jurat

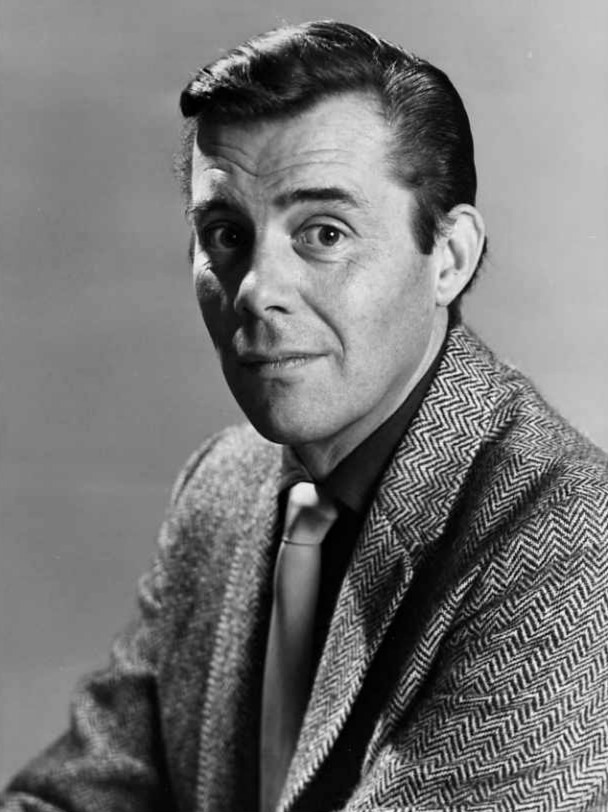
Dirk Bogarde, president del jurat

### Competició principal
Les següents persones foren nomenades per formar part del jurat de la competició principal en l'edició de 1984:
- Dirk Bogarde (GB) President
- Franco Cristaldi (Itàlia)
- Michel Deville (França)
- Stanley Donen (EUA)
- Istvan Dosai (Hongria)
- Arne Hestenes (Noruega) (periodista)
- Isabelle Huppert (França)
- Ennio Morricone (Itàlia)
- Jorge Semprún (Espanya)
- Vadim Yusov (URSS)

### Càmera d'Or
Les següents persones foren nomenades per formar part del jurat de la Càmera d'Or de 1984:
- Mehmet Basutcu (Turquia)
- José Luis Guarner (Espanya)
- Bernard Jubard (França)
- Michel Jullien
- Samuel Lachize (França) (crític)
- Serge Leroy (França)
- Fee Vaillant (RFA)

## Selecció oficial

### En competició – pel·lícules
Les següents pel·lícules competiren per la Palma d'Or:
- Another Country de Marek Kanievska
- Napló gyermekeimnek de Márta Mészáros
- The Bounty de Roger Donaldson
- Cal de Pat O'Connor
- Dges game utenebia de Lana Gogoberidze
- L'element del crim de Lars von Trier
- Ghare Baire de Satyajit Ray
- Enrico IV de Marco Bellocchio
- París, Texas de Wim Wenders
- La Pirate de Jacques Doillon
- Quilombo de Carlos Diegues
- Los santos inocentes de Mario Camus
- Success Is the Best Revenge de Jerzy Skolimowski
- Un dimanche à la campagne de Bertrand Tavernier
- Bayan ko: Kapit sa patalim de Lino Brocka
- Under the Volcano de John Huston
- Vigil de Vincent Ward
- Taxidi sta Kythira de Theodoros Angelopoulos
- Wo die grünen Ameisen träumen de Werner Herzog

### Un Certain Regard
Les següents pel·lícules foren seleccionades per competir a Un Certain Regard:
- Abel Gance et son Napoléon de Nelly Kaplan
- Un poeta nel Cinema: Andreij Tarkovskij de Donatella Baglivo
- Feroz de Manuel Gutiérrez Aragón
- De grens de Leon de Winter
- Le jour S... de Jean Pierre Lefebvre
- Khandhar de Mrinal Sen
- Man of Flowers de Paul Cox
- Cóndores no entierran todos los días de Francisco Norden
- Mária-nap de Judit Elek
- El Norte de Gregory Nava
- De weg naar Bresson de Leo De Boer, Jurriën Rood
- Yeoin janhoksa moulleya moulleya de Doo-yong Lee
- Le tartuffe de Gérard Depardieu
- Where Is Parsifal? de Henri Helman

### Pel·lícules fora de competició
Les següents pel·lícules foren seleccionades per ser projectades fora de competició:
- Efter repetitionen d'Ingmar Bergman
- Beat Street de Stan Lathan
- Broadway Danny Rose de Woody Allen
- Choose Me d'Alan Rudolph
- Fort Saganne d'Alain Corneau
- Once Upon a Time in America de Sergio Leone

### Curtmetratges en competició
Els següents curtmetratges competien per Palma d'Or al millor curtmetratge:
- Ajtó de Mária Horváth
- Bottom's Dream de John Canemaker
- Le Cheval de fer de Gérald Frydman, Pierre Levie
- Orpheus and Eurydice de Lesley Keen
- Points de Dan Collins
- Ett Rum de Mats Olof Olsson
- Het Scheppen van een koe de Paul Driessen
- Le Spectacle de Gilles Chevallier
- Tchouma de David Takaichvili
- Tip Top de Paul Driessen

## Seccions paral·leles

### Setmana Internacional dels Crítics
Els següents llargmetratges van ser seleccionats per ser projectats per a la vint-i-tresena Setmana de la Crítica (23e Semaine de la Critique):
- Argie de Jorge Blanco (Argentina)
- Bless Their Little Hearts de Billy Woodberry (Estats Units)
- Smärtgränsen de Agneta Elers-Jarleman (Suècia)
- Boy Meets girl de Leos Carax (França)
- Ahlam al-Madina de Mohammad Malas (Síria)
- István, a király de Gábor Koltay (Hongria)
- Kanakerbraut d'Uwe Schrader (RFA)

### Quinzena dels directors
Les següents pel·lícules foren exhibides en la Quinzena dels directors de 1984 (Quinzaine des Réalizateurs):
- Les années de rêves de Jean-Claude Labrecque
- Atomstodin de Thorsteinn Jonsson
- The Bostonians de James Ivory
- Epílogo de Gonzalo Suárez
- Die Erben de Walter Bannert
- Everlasting Love de Michael Mak
- Ezkimo Asszony Fazik de Janos Xantus
- Flight to Berlin de Christopher Petit
- The Hit de Stephen Frears
- La casa de agua de Jacobo Penzo
- Memórias do Cárcere de Nelson Pereira dos Santos
- Nunca Fomos Tao Felizes de Murilo Salles
- Old Enough de Marisa Silver
- Orinoko – Nuevo Mundo de Diego Risquez
- Raffl de Christian Berger
- Revanche de Nicholas Vergitsis
- Sista Leken de Jon Lindstrom
- Stranger Than Paradise de Jim Jarmusch
- Variety de Bette Gordon

## Premis

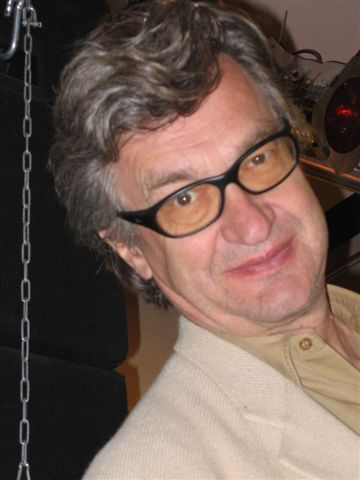
Wim Wenders, guanyador de la Palma d'Or

### Premis oficials
Els guardonats en les seccions oficials de 1984 foren:
- Palma d'Or: Paris, Texas de Wim Wenders
- Grand Prix: Napló gyermekeimnek de Márta Mészáros
- Millor director: Bertrand Tavernier per Un dimanche à la campagne
- Millor guió: Theodoros Angelopoulos, Tonino Guerra i Thanassis Valtinos per Taxidi sta Kythira
- Millor actriu: Helen Mirren per Cal
- Millor actor: Francisco Rabal i Alfredo Landa per Los santos inocentes (Ex aequo)
- Millor contribució artística: Peter Biziou per Another Country

Càmera d'Or
- Caméra d'Or: Stranger Than Paradise de Jim Jarmusch

Curtmetratges
- Palma d'Or al millor curtmetratge: Le Cheval de fer de Gérald Frydman i Pierre Levie
- Premier Prix: Txouma de David Takaichvili

### Premis independents
Premis FIPRESCI
- Memórias do Cárcere de Nelson Pereira dos Santos (Quinzena del director)
- Paris, Texas de Wim Wenders (En competició)
- Taxidi sta Kythira de Theodoros Angelopoulos (En competició)

Commission Supérieure Technique
- Gran Premi Tècnic: L'element del crim de Lars von Trier

Jurat Ecumènic
- Premi del Jurat Ecumènic: París, Texas de Wim Wenders
- Jurat Ecumènic - Menció Especial: Los santos inocentes de Mario Camus[17]

Premi de la Joventut
- Pel·lícula estrangera: Epílogo de Gonzalo Suárez
- Pel·lícula francesa: Boy Meets Girl de Leos Carax